# Station Atherstone
Atherstone is een station van National Rail in Atherstone, North Warwickshire in Engeland. Het station is eigendom van Network Rail en wordt beheerd door West Midland Trains. 

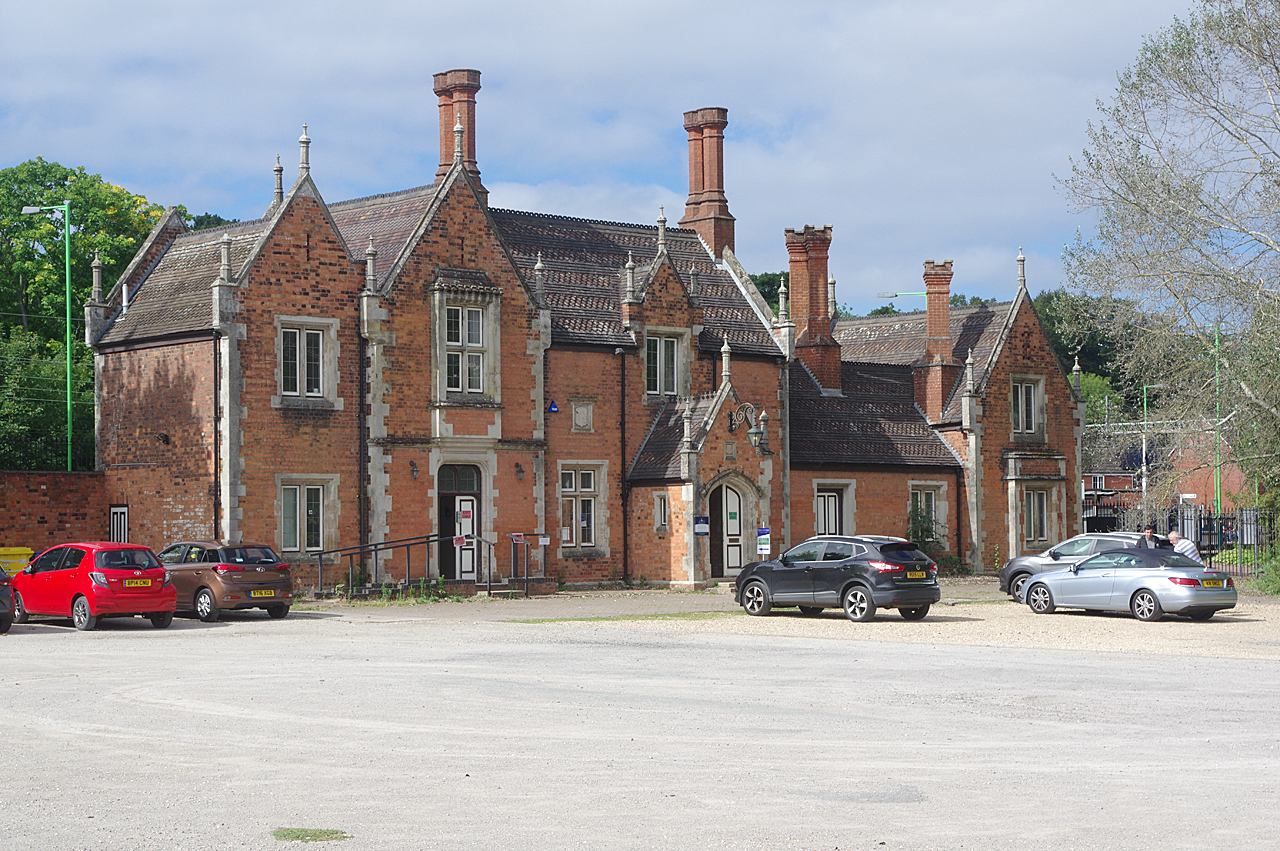
Voormalig stationsgebouw